# 崔胤
崔胤（854年—904年 †），字昌遐，或字垂休，清河郡武城县（今河北省衡水市故城县）人。晚唐官员。曾数度拜相（893年-895年、895年-896年、896年-899年、900年-901年、903年-904年），故外号崔四入。
進士出身，與詩人韓偓友好。河中節度使王重榮聘為從事。后入朝，累迁考功、吏部员外郎，转郎中、给事中、中书舍人。大顺中，历兵部、吏部侍郎，寻以本官同平章事。累迁中书侍郎、判户部事。乾宁二年（895年）三月，以检校尚书左仆射、同平章事、河中尹、充河中节度等使再入朝。同年，崔胤随从唐昭宗出逃长安。返回长安后，加礼部尚书，并赐号“扶危匡国致理功臣”。
乾宁三年七月，复以左仆射兼广州刺史，充清海军节度领南东道观察处置等使。后罢崔胤政事，检校兵部尚书、广州刺史、岭南东道节度等使。因朱全忠的关系，复召拜平章事。
天復元年（901年）正月，崔胤聯合左神策軍指揮使孫德昭打敗废黜昭宗另立皇长子李𥙿为帝的劉季述，唐昭宗復位，崔胤进位司空，复知政事，兼领度支、盐铁、三司等使。天復元年（901年）昭宗被宦官韓全誨劫持到凤翔节度使李茂贞，崔胤召朱全忠救駕。崔胤利用朱温對抗宦官，玩弄權術，排斥异己。三年（903年）神策军解散后，昭宗以朱温为天下兵马副元帅，欲以皇子为名义上的大元帅，崔胤又迎合朱温的意思，在昭宗属意李𥙿的情况下坚请昭宗以年轻的嫡次子辉王李祚为元帅。朱温厌恶李𥙿，要崔胤提出以参与政变为由处死李𥙿，昭宗不肯，朱温否認是自己的意思。崔胤又覺得朱温權勢漸大，暗中召募六軍十二衛，密為防禦。又與京兆尹鄭元規等繕治兵甲。
天祐元年（904年）春正月，朱全忠侄子朱友伦在球场坠马而死，朱全忠怀疑是崔胤所害，派侄子朱友谅带兵入长安，以“专权乱国，离间君臣”的罪名殺崔胤、郑元规，長安百姓向尸体投掷瓦砾砖石以泄忿，年五十一。唐昭宗被迫迁都洛阳。

## 争议记载
《新唐书·仇士良传》称甘露之变后，宦官仇士良、鱼弘志召翰林学士崔慎由到秘殿，诈称太皇太后郭氏有命另立新君，命他草诏。崔慎由不肯，遂作罢，仇士良恐吓他保密。崔慎由将此事记下来，临死交给儿子崔胤，所以崔胤厌恶宦官。
但北宋司马光《资治通鉴考异》指出这段材料出自皮光业《见闻录》，崔慎由大中初年才入朝为官乃至担任翰林学士，开成年间并未入朝，故不可信。

## 子孙
- 崔纁
- 崔綸
- 崔蠡
  - 崔潯
    - 崔億

## 延伸阅读
[在维基数据编辑]
 《新唐書·卷223下》，出自《新唐書》